# Fulvio Setti
Fulvio Setti (Modena, 16 febbraio 1914 – Modena, 19 marzo 1991) è stato un militare, aviatore e ostacolista italiano, tenente pilota di complemento delle specialità trasporto, partecipò alla seconda guerra mondiale  distinguendosi particolarmente durante la campagna di Tunisia, dove fu decorato di Medaglia d'oro al valor militare a vivente..

## Biografia

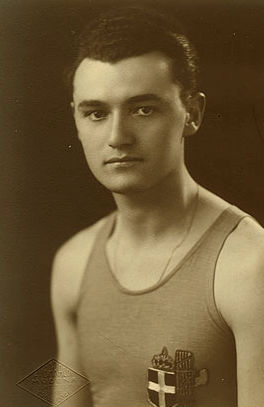
Fulvio Setti atleta presso la Fratellanza Modena, fu selezionato per le olimpiadi di Berlino nel 1936 cui però non partecipò.

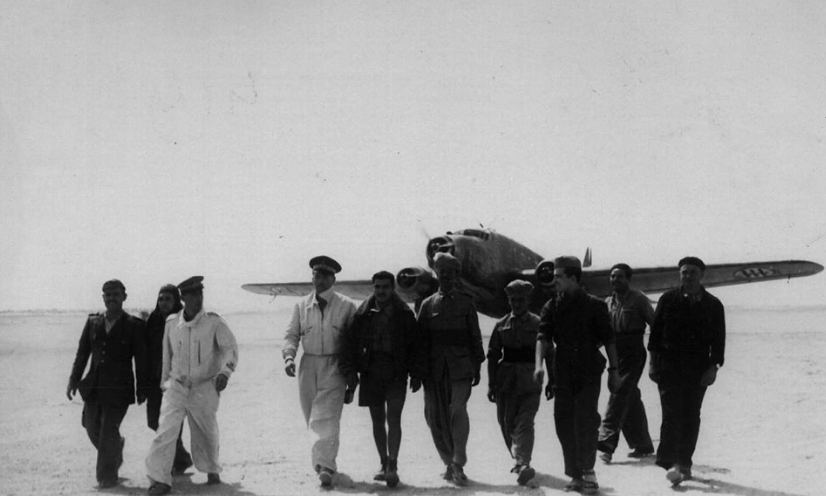
Fulvio Setti il terzo da sinistra, al ritorno da una missione

Nacque a Modena il 16 febbraio 1914, figlio di Alberto di professione commerciante. Studente universitario alla Facoltà di economia e commercio dell'università di Bologna, iniziò a praticare l'atletica leggera nelle specialità degli ostacoli. Divenuto campione italiano fu indicato per partecipare ai Giochi olimpici di Berlino 1936, ma nel corso della selezione olimpica suo padre gli chiese fermamente di aiutarlo nell'attività di famiglia, ed egli simulò un infortunio muscolare, mantenendo il segreto con tutti sul vero motivo del suo ritiro. Pur non prendendo parte alle olimpiadi continuò l'attività sportiva in seno alla società sportiva La Fratellanza di Modena, partecipando a numerosi meeting internazionali. Durante un incontro Italia-Svizzera stabilì il suo record personale sui 110 metri ostacoli in 15" e 6/10.
Preso dalla passione per il volo, nel corso del 1936 conseguì il brevetto di pilota civile presso l'Aero Club "Guido Colli" della sua città natale. Il conseguimento del brevetto gli permise di svolgere il servizio militare di leva in seno alla Regia Aeronautica. Dopo l'addestramento iniziale presso la Scuola Bombardamento, situata sull'aeroporto della Malpensa, entrò a far parte, come pilota militare, della 47ª Squadriglia del 18º Stormo B. T. inquadrato nella Divisione Bombardamento "Aquila" di Aviano. Verso la fine del 1938 ritornò alla vita civile, dopo aver conseguito l'abilitazione al pilotaggio dei bombardieri Savoia-Marchetti S.81 Pipistrello, Piaggio P.32 e CANT Z.1011, riprendendo gli studi universitari, e conseguendo la laurea in economia e commercio nel 1939. All'inizio del 1940 convolò a giuste nozze con la signorina Carla Bazzi, sua concittadina.

### La seconda guerra mondiale
Il 4 giugno 1940, poco prima dell'entrata in guerra dell'Italia, avvenuta il giorno 10, lo stato maggiore della Regia Aeronautica istituì il Comando Servizi Aerei Speciali (C.S.A.S.), militarizzando il personale navigante della varie compagnie aeree civili operanti sul territorio nazionale. Nei primi mesi del 1942 egli fu richiamato in servizio attivo, assegnato al "Gruppo C" del Servizi Aerei Speciali, basato sull'aeroporto del Littorio, a Roma-Urbe. Conseguì in poco tempo l'abilitazione al pilotaggio del velivolo da trasporto Savoia-Marchetti S.M.82 Marsupiale, e con il grado di tenente pilota di complemento entrò a far parte della 609ª Squadriglia, 146º Gruppo, 44º Stormo.
Nel corso del 1942, mentre trasportava un carico di munizioni pesanti, il suo aereo fu scoperto dalla caccia nemica, e nonostante il velivolo fosse stato colpito e duramente danneggiato, egli riuscì caparbiamente a farlo atterrare su una piccola pista che non era nemmeno segnata sulle carte, toccando il suolo a vista con la testa fuori dall'abitacolo per riuscire a vedere, perché il fumo e l'olio che fuoriusciva dal motore in fiamme gli impediva la visuale. Per tale azione gli fu assegnata la Medaglia d'argento al valor militare.
Nell'autunno dello stesso anno il suo reparto viene intensamente impegnato nelle missioni di rifornimento all'armata italo-tedesca operante in Africa settentrionale. Dopo la battaglia di El Alamein l'armata iniziò la lunga ritirata attraversando l'intera Libia per rifugiarsi in Tunisia, dove stabilì l'estrema linea di resistenza sul Mareth. I reparti del SAS vennero pesantemente impegnati in missioni di rifornimento che, partendo dagli aeroporti di Sciacca e Castelvetrano (Sicilia), avevano come meta gli aeroporti di Sfax e El Alouina in Tunisia. Si trattava di missioni pericolosissime, che prevedevano l'attraversamento del Canale di Sicilia in aeroconvogli debolmente scortati dalla caccia italiana.
Il 5 maggio 1943 il suo aereo decollò dal campo di Finocchiara, nei pressi di Gerbini trasportando un reparto di bersaglieri dell'8º Reggimento. Insieme ad altri quattro velivoli, scortati da 16 caccia Aermacchi C.202 Folgore la formazione italiana iniziò la traversata sul mare quando, circa a metà del percorso, fu intercettata da caccia Lockheed P-38 Lightning dell'U.S. Army Air Forces. Anche se contrastati duramente dai C.202, i P-38 abbatterono subito due S.M.82 che precipitarono in fiamme, mentre altri due, gravemente danneggiati, furono costretti ad ammarare. Rimasto solo, il suo aereo fu preso a bersaglio dagli aerei americani riportando gravi danni che lo costrinsero ad atterrare in emergenza sul litorale sabbioso tra Capo Bon e Cartagine.
Una volta a terra l'equipaggio iniziò immediatamente a riparare il velivolo, mentre egli si incamminò verso la sede del Comando Aeronautica della Tunisia per consegnare il rapporto di missione. Due giorni dopo, avuto un nuovo colloquio con il generale Boschi del Comando Aeronautica, ottenne il permesso di decollare verso Castelvetrano, ma dovette, nel contempo, recuperare sull'aeroporto di El Alouina il tenente pilota Lino Rosci per trasportarlo in Italia. Raggiunto fortunosamente l'aeroporto di El Alouina a bordo di un autocarro, insieme al suo secondo pilota Bizzotto, i due recuperano Rosci ma si resero conto che ogni via di fuga terrestre era oramai preclusa. Dietro un hangar i tre aviatori scorsero, defilato, un bombardiere Savoia-Marchetti S.M.81 gravemente danneggiato, e destinato a fornire pezzi di ricambio. Con l'aiuto di un motorista presente sul posto riuscirono ad avviare i motori, ed egli, seduto su un bidone di benzina vuoto, messo al posto del seggiolino mancante, decollò per raggiungere in pochi minuti di volo il campo d'aviazione di Soliman. Da qui si recò presso il suo velivolo, che era stato ulteriormente danneggiato dai caccia americani ormai padroni del cielo sopra la Tunisia, decollando immediatamente per raggiungere un campo di fortuna sul lago asciutto di Sidi Kedoni. Alle quattro del mattino ridecollò nuovamente con destinazione finale la Sicilia, sorvolando la superficie del mare a bassissima quota. Eludendo la caccia notturna alleata l'aereo atterrò a Castelvetrano alla 6:10 dell'8 maggio, e dopo aver consegnato il velivolo alle squadre di riparazione locale (SRAM) di Sigonella per le necessarie riparazioni l'equipaggio rientrò a Roma. Giunto sull'aeroporto di Roma-Urbe andò a rapporto dal comandante di Stormo, tenente colonnello Pietro Morino, che lo redarguì pesantemente per le molteplici infrazioni al regolamento compiute durante la missione. Prima di congedarlo Morino gli ordinò di andare a rapporto dal generale di divisione aerea Attilio Matricardi comandante del Servizio Aereo Trasporti, concludendo con le seguenti parole: Verrai proposto per la Medaglia d'Oro!.
Alla data dell'armistizio dell'8 settembre 1943, si trovava presso la stazione ferroviaria centrale di Bologna in attesa del treno locale per Modena, dove doveva trascorrere una breve licenza. All'annuncio dell'armistizio si recò ugualmente a Modena, ma presso la sua casa non trovò nessuno in quanto la famiglia si era da tempo trasferita a Sestola. Cercò quindi di rientrare presso il suo comando, ma dovette allontanarsi dalla stazione ferroviaria della città in bicicletta, indossando abiti borghesi, in quanto i tedeschi stavano già iniziando i rastrellamenti dei militari italiani per avviarli nei campi di prigionia in Germania. Raggiunta Sestola incontrò brevemente i famigliari raggiungendo, Roma il giorno 14. Impadronitosi con l'astuzia, insieme ad alcuni compagni, di un bombardiere Savoia-Marchetti S.79 Sparviero che si trovava a Ciampino, riuscì a decollare raggiungendo l'aeroporto di Galatina il 16 settembre.
Dopo aver militato nell'Italian Co-belligerent Air Force si congedò nel corso del 1946, con il grado di tenente pilota, ritornando definitivamente alla vita civile per proseguire l'attività di famiglia. Fu iscritto successivamente nel ruolo d'onore con il grado di colonnello pilota. Ripreso l'impegno presso la Società sportiva "La Fratellanza Modena" ne ricoprì l'incarico di presidente per un certo periodo, diventando quindi presidente provinciale del CONI. Si spense a Modena il 19 marzo 1991.
Nel 1996 gli fu intitolato il deposito dell'Aeronautica Militare di Modena. La sezione dell'Associazione arma aeronautica di Montese (MO) è stata intitolata alla M.O.V.M. Fulvio Setti.

## Pubblicazioni
- Sulle ali del coraggio, Dalla Casa, Modena 1996
- Savoia Marchetti SM 82 Marsupiale, in collaborazione con Giorgio Pini, Le Macchine e la Storia - Profili 5, STEM-Mucchi s.p.a., Modena, 1975.

### Annotazioni
1. ↑  Compresi tecnici, preparatori atletici e compagni di squadra.
2. ↑  In cui era entrato all'età di quattordici anni.
3. ↑  Tale record è ancora citato nell'Albo d'oro della società sportiva "La Fratellanza" di Modena.
4. ↑  Conseguì il brevetto sotto la guida dell'istruttore Adolfo Lancellotti.
5. ↑  Tale reparto era al comando del generale Amedeo di Savoia duca d'Aosta.
6. ↑  Si trattava del personale delle compagnie aeree Ala Littoria, Avio Linee Italiane e Linee Aeree Transcontinentali Italiane.
7. ↑  Tali missioni prevedevano l'attraversamento del Canale di Sicilia a volo radente sul mare, con gli aerei letteralmente stracarichi di benzina, munizioni e truppe di rinforzo.
8. ↑  Tali aeroconvogli, composti normalmente da dieci o venti velivoli, sostituivano quelli navali per l'impossibilità della Regia Marina di operare nel Mediterraneo centrale, ormai controllato dai sommergibili alleati e dai radar di Malta.
9. ↑  Paese nelle vicinanze di Catania.
10. ↑  Al comando del tenente Antonio Del Gizzi.
11. ↑  Appartenenti al 151º Gruppo del 53º Stormo Caccia Terrestri, e posti al comando del tenente Amedeo Guidi.
12. ↑  Anch'egli appartenente allo stesso aeroconvoglio del S.A.S. di cui faceva parte l'aereo di Setti, e che era stato recuperato in mare dai mezzi di soccorso.
13. ↑  Ormai assediato dalle truppe americane, i cui carri armati avevano raggiunto la capitale Tunisi.
14. ↑  Tale campo d'aviazione era situato in una depressione geografica sita a ridosso della costa mediterranea.
15. ↑  Pur non essendo mai stato abilitato al volo notturno, e aveva a bordo i generali Vittorio Sogno, comandante del XXX Corpo d'armata, e Giovanni Imperiali, comandante della 50ª Brigata speciale di fanteria.
16. ↑  Gran parte del viaggio fu effettuato con la bicicletta, ed un tratto a bordo di un'autocorriera di linea ancora funzionante.
17. ↑  Si trattava del maggiore Paolo Moci, del tenente Rodolfo Venturini, del maresciallo Toscano e del tenente Zoppi.
18. ↑  Durante la seconda guerra mondiale era stato abbattuto tre volte, ed aveva compiuto 220 missioni di guerra.
19. ↑  Si presentò a casa sei mesi dopo la fine della guerra, indossando una logora divisa e con la barba lunga.
20. ↑  Contribuendo al suo funzionamento anche con soldi propri.
21. ↑  Ricoprì tale incarico dal 1950 al 1977, ma fu anche presidente dell'Aeroclub di Modena, dell'Ente provinciale per il turismo e consigliere della Banca Popolare dell'Emilia-Romagna.

### Fonti
1. 1 2 3  Viola 2014, p. 22.
2. 1 2 3  Ufficio Storico dell'Aeronautica Militare 1969, p. 264.
3. 1 2 3 4 5 6  Viola 2014, p. 23.
4. 1 2 3  Pellegrino 1996, p. 4.
5. ↑  Pellegrino 1996, p. 5.
6. 1 2 3 4 5 6 7  Pellegrino 1996, p. 8.
7. 1 2 3  Viola 2014, p. 24.
8. 1 2 3 4 5 6 7 8 9 10 11 12  Viola 2014, p. 25.
9. ↑  Pellegrino 1996, p. 6.
10. ↑  Bollettino Ufficiale disp.7, pag.302, e Bollettino Ufficiale 1959, sup.7, pag.82.
11. ↑  Decreto Luogotenenziale del 22 dicembre 1945, registrato alla Corte dei Conti, addì 15 gennaio 1946, registro n.4 Aer, foglio 168.